# Club de Timeball de Taverny
 (décembre 2008).
Si vous disposez d'ouvrages ou d'articles de référence ou si vous connaissez des sites web de qualité traitant du thème abordé ici, merci de compléter l'article en donnant les références utiles à sa vérifiabilité et en les liant à la section « Notes et références ».
Le Club de Timeball de Taverny (CTBT) est un club de timeball.
Ce club est le premier de France, qui accueille seulement six équipes dans cette discipline:
Taverny, Saint-Leu-la-Forêt, Beauchamp, Taverny 2, St Leu la forêt 2, Beauchamp 2
Le seul cube est celui de Taverny, le Peace of cube.

## Palmarès
Le CTBT a été une fois champion de France[Quand ?] et aussi a été une fois champion des masters.

## Les joueurs
Les joueurs sont appelés par des numéros.
Voici les joueurs de chaque équipe :
- Taverny 1 = 102 // 97
- St Leu la forêt 1 = 12 // 48
- Beauchamp 1 = 1 // 45
- Taverny 2 = 13 // 29
- St Leu la forêt 2 = 33 // 11
- Beauchamp 2 = 999 // 10

Le classement des meilleurs buteurs :
- 1 buteur = 102 = 32 buts en trois matches
- 2 buteur = 1   = 19 buts en trois matches
- 3 buteur = 999 = 15 buts en trois matches
- 4 buteur = 97  = 12 buts en deux matches
- 5 buteur = 13  = 11 buts en deux matches